# Jo Jo English
Stephen McKinley English, detto Jo Jo (Francoforte sul Meno, 4 febbraio 1970), è un ex cestista statunitense, professionista nella NBA e in Europa.

## Palmarès
- CBA All-Rookie First Team (1993)